# Kókai Rezső

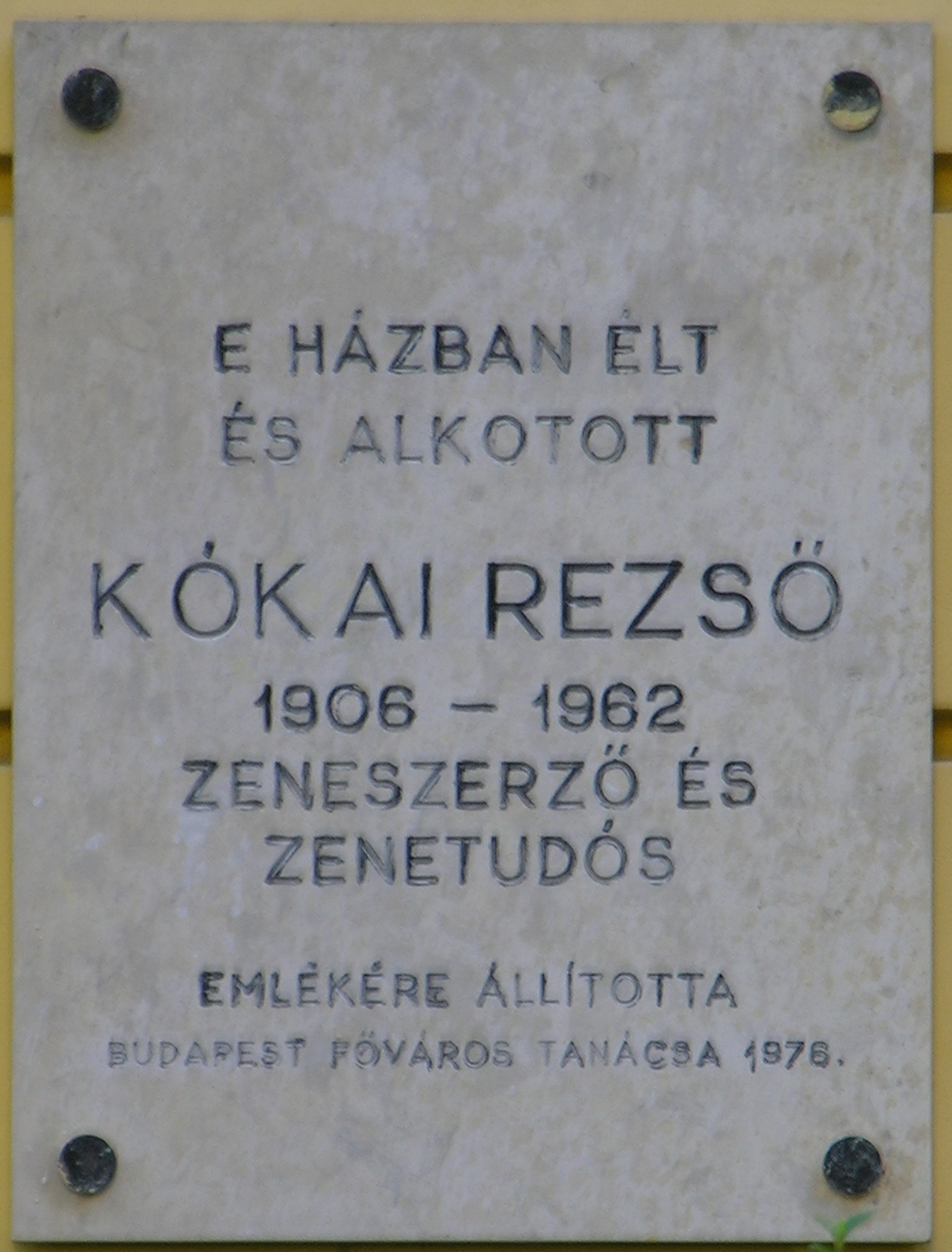
Emléktáblája egykori lakhelyén (II. ker., Torockó utca 11)

Kókai Rezső (Budapest, 1906. január 15. – Budapest, 1962. március 5.) magyar zeneszerző, zenetörténész és -esztéta.

## Élete
Kókai Rezső (1879–1951) könyvkereskedő és Fischer Margit (1884–1964) fia. A Zeneakadémián Koessler János zeneszerzés- és Hegyi Emmánuel zongoratanítványa volt. Zenetörténetet Freiburgban tanult, doktori disszertációja: Franz Liszt in seinen frühen Klavierwerken (Lipcse, 1933).
1926 és 1934 között a Nemzeti Zenede tanára volt, 1929-től oktatott a Zeneakadémián is, zeneesztétikát, komponálást, pedagógiát, 1952-től stílustörténetet.
1945-től a Magyar Rádió zenei osztályának vezetője, 1946 októberétől a megfelezett részleg klasszikus zenei szekciójának első embere 1948-ig, de haláláig kapcsolatban maradt az intézménnyel mint az új zenei felvételek „szuperlektora”.
Háromszoros Erkel-díjas (1952, 1955, 1956).

## Magánélete
Első házastársa Pfefferle Ilse volt, akivel 1929. december 14-én Mannheimban házasságot kötött. Második felesége Jávor Ilona volt, akit 1945-ben vett nőül.

## Művei
- István király. Szcenikus oratórium (1942)
- A rossz feleség. Táncballada (1942–45)
- Két rondó kiszenekarra (1947)
- Szonáta két zongorára (1949)
- Szerenád vonóstrióra (1949–50)
- Verbunkos-szvit (1950)
- Lészen ágyú. Rádiódaljáték (Librettó: Halász Péter, Romhányi József; bemutató: Magyar Rádió, 1951. augusztus 21.)
- Széki táncok (1952)
- Hegedűverseny (1952)
- Rapszódia klarinétra és népizenekarra (1952)
- Concerto all'Ungherese (1957)
- Magyar táncok ifjúsági zenekarra (1960)

Dalok, rádiójáték- és filmzenék

## Kötetei
- Rudolf Kókai: Franz Liszt in seinen frühen Klavierwerken; Wagner, Lipcse, 1933
- A rendszeres zeneesztétika alapelvei, 1. Gyakorlati zeneesztétika; Magyar Királyi Zeneművészeti Segítő Egyesület, Budapest, 1938
- István király. Színpadi oratórium. Szövegkönyv a zene ismertetésével; szöveg vitnyédi Németh István; Attila Ny., Budapest, 1942
- Századunk zenéje; Zeneműkiadó, Budapest, 1961
- Rudolf Kókai: Franz Liszt in seinen frühen Klavierwerken; Akadémiai–Bärenreiter, Budapest–Kassel, 1969 (Musicologia Hungarica)